# Velká Ussurka
Velká Ussurka (rusky Большая Уссурка) je řeka v Přímořském kraji v Rusku. Je dlouhá 440 km. Plocha povodí měří 29 600 km². Do roku 1972 se řeka nazývala Iman (rusky Иман) popř. Ima (rusky Има).

## Průběh toku
Pramení v horském hřbetu Sichote-Aliň. Na horním toku teče v úzké dolině. V předhůří se rozděluje na jednotlivá ramena. Ústí zprava do Ussuri (povodí Amuru).

### Přítoky
- zleva – Baku
- zprava – Armu, Tatibe, Bejcuche

## Vodní režim
Zdrojem vody jsou převážně dešťové srážky. Průměrný průtok vody u vesnice Vaguton činí 16,6 m³/s. Řeka zamrzá na konci listopadu a rozmrzá v polovině dubna.

## Využití
Splavná pro vodáky je v délce 235 km. Vodní doprava je možná na dolním toku.